# Landsgemeinde

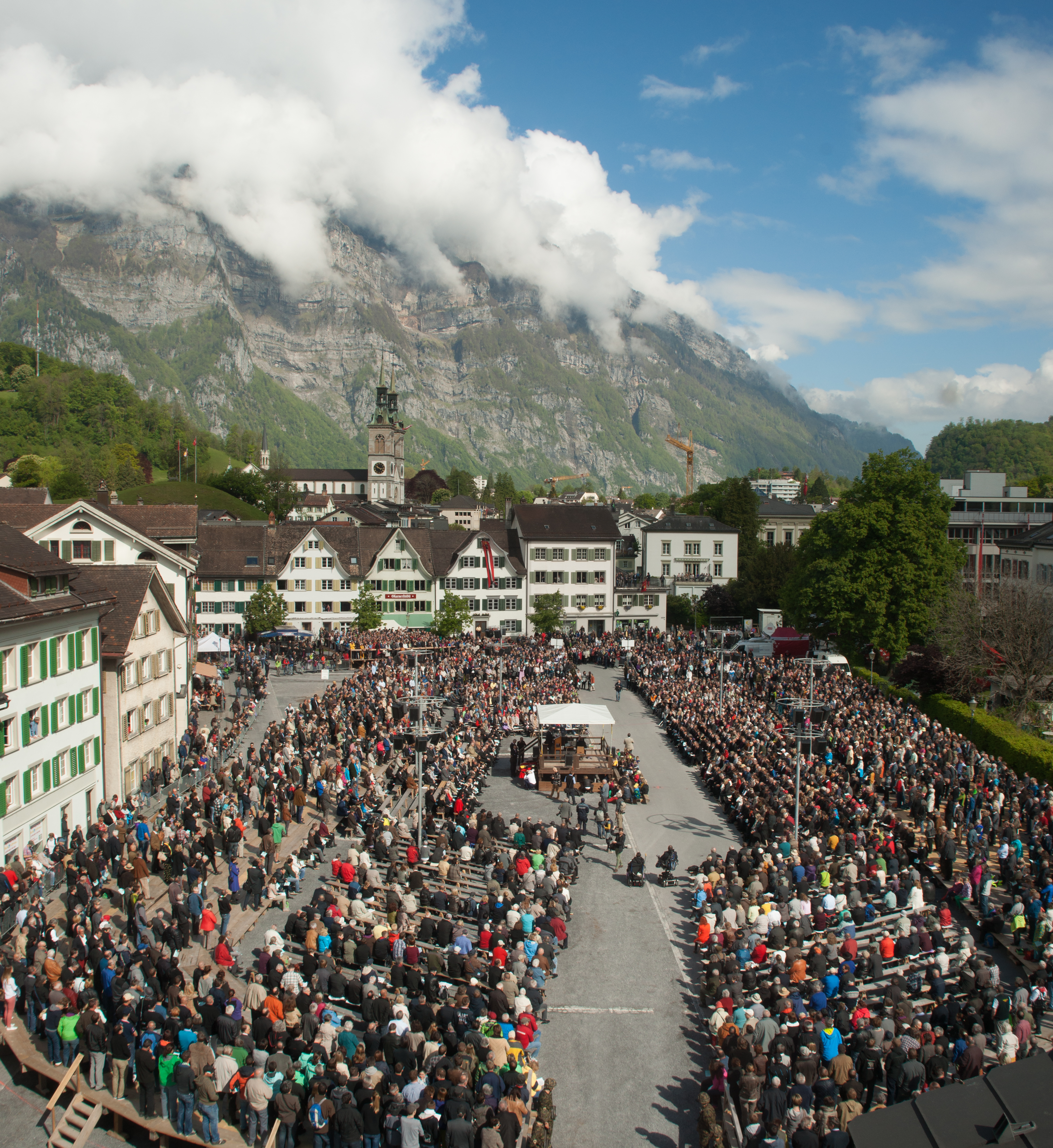
Landsgemeinde in Glarus in 2014

De landsgemeinde is een oude vorm van directe democratie die tegenwoordig nog steeds in twee kantons een aantal districten in Zwitserland wordt toegepast. Het is een soort volksvergadering waarbij de burgers van het kanton zelf met de kantonnale regering in discussie kunnen treden, zelf wetsvoorstellen kunnen inbrengen en stemmen over wetten die reeds door het parlement zijn aangenomen maar nog door de landsgemeinde moeten worden bekrachtigt. De landsgemeinde is daarmee het hoogste beslissende orgaan in het kanton.
Tegenwoordig bestaat de landsgemeinde alleen nog in het kanton Glarus en in het halfkanton Appenzell Innerrhoden maar oorspronkelijk waren er acht kantons waar dit werd toegepast. Het was typisch iets voor de plattelandskantons. De traditie komt voort uit de oude Germaanse ding.

## Afschaffing
Toen Zwitserland in 1848 een federatie werd, kwam de discussie op gang of de landsgemeinden nog wel praktisch waren. Op dat moment waren er acht kantons met dit gebruik waarvan zes de landsgemeinde in de loop der jaren afschaften. 
- Zug en Schwyz in 1848
- Uri in 1928, beslissing door de landsgemeinde zelf
- Nidwalden in 1996
- Appenzell Ausserrhoden in 1997
- Obwalden in 1998

## Landsgemeinde in de lokale politiek
Ook al zijn er nog maar twee kantons die de landsgemeinde toepassen, toch zijn er in de kantons Schwyz, Appenzell Innerrhoden en Graubünden een aantal districten die de landsgemeinde toepassen voor plaatselijke besluiten.